# Fischer István
Nagyszalatnyai báró Fischer István (Bacskó, 1754. október 21. – Eger, 1822. július 4.) egri segédpüspök (címzetes püspök), szatmári püspök, majd egri érsek.

## Élete
Báró Fischer József és báró Perényi Erzse fia volt. 30 éves korában gróf Esterházy Károly egri püspök kanonokká nevezte ki; 1802-ben dulcignói választott püspök és a Hétszemélyes Tábla prelátusa lett. 1803-ban egri érseki helyettesként szerepelt, míg az uralkodó érdemeit 1804. augusztus 20-án a szatmári új egyházmegye főpásztori hivatalával jutalmazta meg. Az ő feladata volt az új egyházmegye megszervezése. Nem volt könnyű dolga, mivel Szatmáron még lakása sem volt. Átmenetileg Erdődre költözött, ahol a Károlyi család a várkastélyban biztosított számára lakóhelyet.
A püspöki palota részére telket vett, és 1807-ig felépíttette annak jobb szárnyát. Ő maga azonban továbbra is Erdődön maradt, és az épületet átadta a szemináriumnak. Megalapította a Szatmári Püspöki Líceumot (1804), a Nagyobb Királyi Gimnáziumot (1807) és a Szatmárnémeti Püspöki Szemináriumot. A város nagytemplomát, amely az egyházmegye alapításakor székesegyházi rangot kapott renováltatta, meghosszabbította és magasabbra emelte.
Mikor 1807-ben az egri érsekség megüresedett, rá esett (szeptember 18.) a választás és ő ismét visszatért Egerbe; ezután valódi belső titkos tanácsos, ebből kifolyólag pedig Heves vármegye örökös főispánja és Szent István király rendjének nagykeresztese lett. 1809-től 1819-ig üresedésben lévén a prímási méltóság, az ország publico-ecclesiasticus ügyeiben ő neki jutott a vezérszerep. 1809-ben 4000 sebesült katonát ápoltatott az egri líceumban és a kolostorokban. Több új plébániát alapított Szabolcs megyében. Püspöki és érseki működése alatt félmillió aranyforintnál többet adott humanisztikus célokra; végrendeletében is tetemes összegeket hagyott egyházmegyei célokra.

## Művei
- Dictio… occasione installationis seren. principis regii Caroli Ambrosii archi-episcopi Strigoniensis, die 18. aug. 1808. Strigonii habita. Posonii, 1808
- Intés Eger városához a tűzoltás iránt. Eger, 1811
- Epistola encyclica ad clerum archidioecesis Agriensis de sensu casuum in hac dioecesi jam ab olim reservatorum. Agriae, 1812
- Elő- és befejező beszéd, melyet nm. és főt. nagyszalatnyai b. Fischer István… nemes Heves és Külső-Szolnok törvényesen egyesült vármegyék örökös főispánja a most említett vármegyének 1811. esztendőben szent György havának 30. napján Egerben tartott építőszéke alkalmatosságával a tek. nemes rendekhez mondott. Agriae, 1812
- Casus in dioecesi archiepiscopo reservati. Budae, 1812
- Statuta generalia et particularia almae archidioeceseos Agriensis. Budae, 1813
- Salutatio Francisci I. imp. et regis in bello Gallico feliciter concluso Viennam reducis facta…
- Rituale Agriense, seu formula agendorum in administratione sacramentorum et ceteris ecclesiae functionibus novis curis editum, emendatum et auctum. Budae, 1815
- Collectio pastoralium et circularium litterarum ad venerabilem clerum dioecesis suae Agriensis ab anno 1808. usque 1822. dimissum denuo recusa. Agriae, 1823

Kitűnő szónok volt; számos megyei, országgyűlési s ünnepi alkalmakkor tartott beszédei nyomtatásban is megjelentek.